# Ardleigh Green
Ardleigh Green is een wijk in het Londense bestuurlijke gebied Havering, in de regio Groot-Londen.
Ardleigh Green heeft een paar winkels en London Bus-diensten naar Hornchurch, Gidea Park en Romford. Ardleigh Green is ook de thuisbasis van Allens Patball Club, en hun oud stadion Ardleigh Green Stadium. De club is onlangs verhuisd naar de Romford Arena.